# Osiedle Strumiańskie-Południe
Osiedle Strumiańskie-Południe – południowo-wschodnia część Kostrzyna, położona na południe od linii kolejowej linii kolejowej Warszawa - Poznań - granica państwa.
Nazwa pochodzi od posiadającej źródło na zachód od osiedla strugi, która jest dopływem Cybiny. Zabudowę Osiedla Strumiańskiego-Południe stanowią szeregowe domki jednorodzinne otoczone ogródkami.